# Victor Potel
Victor Potel est un acteur américain, né le 12 octobre 1889 à Lafayette, Indiana, et mort le 8 mars 1947 à Hollywood, en Californie.

## Biographie
Victor Potel commença sa carrière au cinéma muet, puis la poursuivit au parlant.

## Filmographie partielle
- 1911 : Across the Plains de Thomas H. Ince et Broncho Billy Anderson
- 1911 : The Actress and the Cowboys de Allan Dwan
- 1915 : His Regeneration de Broncho Billy Anderson
- 1919 : Le Proscrit (The Outcasts of Poker Flat) de John Ford
- 1919 : Le Trésor (Captain Kidd, Jr.) de William Desmond Taylor
- 1919 : The Petal on the Current de Tod Browning
- 1920 : La Danseuse étoile (The Heart of a Child) de Ray C. Smallwood
- 1922 : L'Audace et l'Habit (A Tailor-Made Man) de Joseph De Grasse
- 1922 : Le Bac tragique (Quincy Adams Sawyer) de Clarence G. Badger
- 1922 : The Loaded Door de Harry A. Pollard
- 1923 : Reno, la ville du divorce (Reno) de Rupert Hughes
- 1923 : Un nouveau Napoléon (Tea: With a Kick!) de Erle C. Kenton
- 1923 : The Meanest Man in the World de Edward F. Cline
- 1923 : Anna Christie de John Griffith Wray et Thomas H. Ince
- 1924 : A Lost Lady de Harry Beaumont
- 1924 : Une femme d'affaires (Along Came Ruth) de Edward Cline
- 1928 : The Little Shepherd of Kingdom Come d'Alfred Santell
- 1929 : Le Cavalier de Virginie (The Virginian) de Victor Fleming
- 1930 : The Virtuous Sin de George Cukor et Louis Gasnier
- 1930 : The Bad One de George Fitzmaurice
- 1931 : Ten Cents a Dance, de Lionel Barrymore
- 1935 : L'Île des rayons de la mort (The Fighting Marines) de B. Reeves Eason et Joseph Kane
- 1931 : Le Roi de la jungle (King of the Wild) de B. Reeves Eason et Richard Thorpe
- 1936 : Le Fils du désert (Three Godfathers) de Richard Boleslawski
- 1937 : La Loi de la forêt (God's Country and the Woman) de William Keighley
- 1939 : Le Torrent de la mort (Rovin' Tumbleweeds) de George Sherman
- 1940 : Le Poignard mystérieux (Slightly Honorable) de Tay Garnett
- 1940 : Li'l Abner d'Albert S. Rogell
- 1941 : Les Voyages de Sullivan (Sullivan's Travels) de Preston Sturges
- 1942 : Madame et ses flirts (The Palm Beach Story) de Preston Sturges
- 1943 : The Good Fellows de Jo Graham
- 1947 : Femme de feu (Ramrod) de André de Toth
- 1947 : Oh quel mercredi ! (The Sin of Harold Diddlebock) de Preston Sturges